# Michael Morthwork

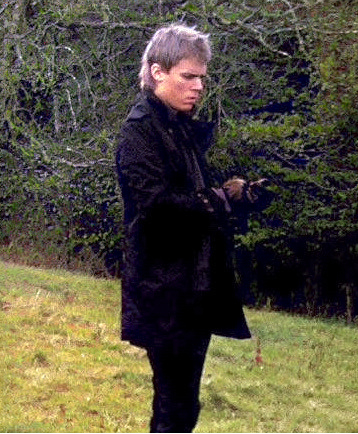
Michael Morthwork

Michael Morthwork (auch bekannt unter seinen Künstlernamen Unknown Icon und Malachi Michael) ist ein britischer Musiker aus West Wiltshire, West Country, der in der Black-Metal- und experimentellen Musikszene aktiv ist. Morthwork ist vor allem für sein gleichnamiges Projekt Emit bekannt, das in den späten 1990er Jahren gegründet wurde. Dieses Projekt zeichnet sich durch die Verschmelzung von Black Metal mit Ambient-, Noise- und Avantgarde-Elementen aus.

## Musikprojekte
Das musikalische Spektrum von Morthworks Projekten Emit/Hammemit und Deverills Nexion umfasst laut Dylan Miller von The Quietus „kratzigen Black Metal und sinistre O9A-Gesänge“. Ersteres trifft auf das auch als Black Noise oder „harsche, abstrakte Gewalt“ beschriebene Frühwerk des aus Ante Cryst hervorgegangenen Projektes Emit zu. Emit verarbeitete allerdings auch Synth-, Horrorfilmmusik- und andere Elemente. Hammemit wiederum ist laut PseudoArcana, wo The Ghastliere Morrowe erschien, „das ritualistische Ambient-Alter-Ego“ von Emit und ein „Rückzug tief in das Schattenreich alter Religion und esoterischer Kontemplation“. The Ghastliere Morrowe erschaffe einen „strengen, kalten, höhlenhaften Raum“ und hülle den Hörer gleichzeitig in einen dunklen, warmen Mantel wie einen Schutz gegen die Dunkelheit. Nature Mystic wird von Hammemit und Todestrieb Records als „mittelalterliche Musik für moderne Bedürnisse“ beworben.
Mit Emil Lundin kollaborierte Morthwork sowohl bei Emit als auch AnXpm.
Über MMP Temple veröffentlicht Morthwork sowohl seine eigene Musik als auch Aufnahmen des Order of Nine Angles. 2017 kollaborierte er mit Richard Moult für das Album The Man Whom The Trees Loved, benannt nach und inspiriert von der 1912 veröffentlichten Novelle von Algernon Blackwood und diesem gewidmet.

## Sonstige Aktivitäten und Rezeption
Morthwork steht in Verbindung mit dem Order of Nine Angles, zu dessen Publikation Fenrir er beiträgt, sowie The Black Order. Laut Miller löschte er die Bandcamp- und Facebook-Seiten von MMP Temple, nachdem Miller ihn kontaktiert hatte, um ihn für einen Artikel zu befragen, um damit nach eigenen Angaben möglichen Versuchen von „Moralwächtern“, seine Seiten zu schließen, zuvorzukommen. Miller publizierte in seinem Artikel Bilder der Facebook-Seite mit Hakenkreuzen, Menschenknochen und positiver Bezugnahme auf The Black Order.

## Diskografie (Auswahl)
- 2001: Emit / EK1 – E.M.O.A.D.S / Nibelungen; Dark Whispers
- 2002: Emit – Solipsistic Culmination; Moors Murders Productions
- 2002: Emit – Unknown Presences Whisper; Dark Whispers
- 2004: Emit – The Dark Gods; Meurtre Noir Records
- 2005: Emit / Vrolok – The Divine Eye – Musikalisches Opfer / Pestilence 1440; GoatowaRex
- 2005: Emit – A Sword Of Death For The Prince; Total Holocaust Records
- 2009: Hammemit – Nature Mystic; Todestrieb Records
- 2012: Emit – Spectre Music Of An Antiquary; Glorious North Productions
- 2013: AnXpm / Symphonia Sacrosancta Phasmatum – AnXpm / Symphonia Sacrosancta Phasmatum; Barghest
- 2017: Michael Morthwork & Richard Moult – The Man Whom The Trees Loved; Styggelse Tapes